# Diritti LGBT a Timor Est

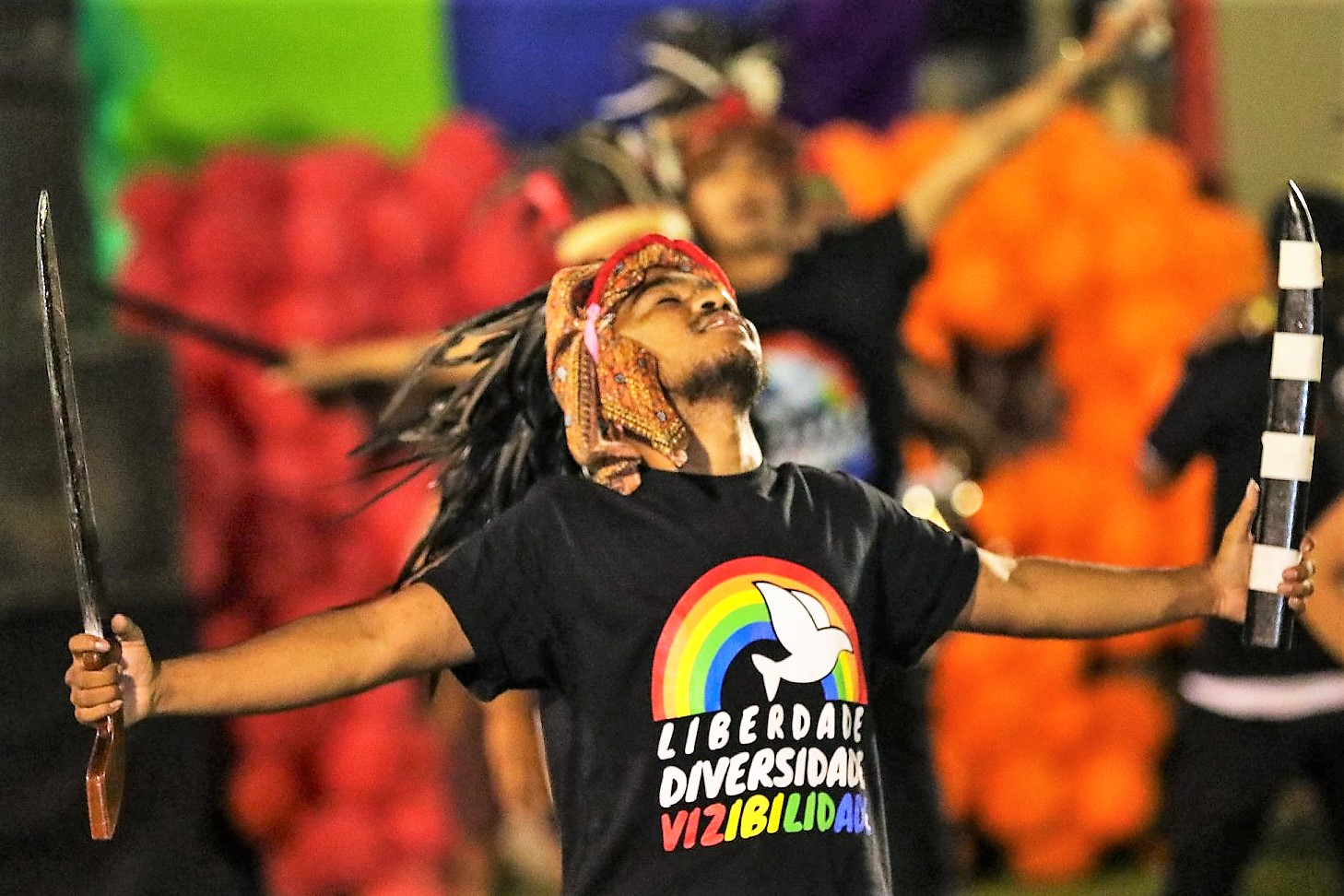
Pride March Dili, 2019

A Timor Est le persone LGBT non sono perseguitate all'interno del paese e godono di qualche tutela contro la discriminazione.
Le coppie omosessuali non godono di alcuna tutela legale per la propria unione.

## Legge sull'attività sessuale tra persone dello stesso sesso
L'omosessualità è legale dal 1975.
L'età del consenso a Timor Est è di 14 anni, secondo l'articolo 177 del Codice penale.

## Protezioni contro la discriminazione
Non esiste alcuna protezione legale basata sull'orientamento sessuale o sull'identità di genere nel paese. C'era una clausola contro la discriminazione basata sull'orientamento sessuale inclusa nella bozza originale della Costituzione di Timor Est, ma è stata votata solo da 52 su 88 parlamentari prima che la Costituzione entrasse in vigore nel 2002.
Tuttavia dal 2009 la discriminazione basata dell'orientamento sessuale è considerato una circostanza aggravante nel caso di crimini d'odio (assieme all'etnia, al genere, alla religione, alla disabilità, ecc...).

## Condizioni di vita
La Chiesa cattolica romana ha una forte influenza nel paese ed è stata la principale oppositrice alla clausola costituzionale per proteggere le persone LGBT dalla discriminazione. Nel 2002, quando la clausola fu discussa in Parlamento, un importante politico cristiano disse che non c'erano persone gay a Timor Est e definì l'omosessualità una "malattia". Tuttavia, negli ultimi anni, c'è stato un significativo aumento di visibilità della comunità gay nel paese e le persone LGBT sono diventate maggiormente accettate.
Il 29 giugno 2017 si è svolto il primo Gay pride del paese.

## Tabella riassuntiva
| Attività e relazioni sessuali legali                                                  | (dal 1975) |
| Parità dell'età di consenso                                                           | (dal 1975) |
| Leggi anti-discriminazione sul lavoro                                                 | No         |
| Leggi anti-discriminazione nella fornitura di beni e servizi                          | No         |
| Leggi anti-discriminazione in tutti gli altri settori (incluse le espressioni d'odio) | (dal 2009) |
| Matrimonio egualitario                                                                | No         |
| Unione civile                                                                         | No         |
| Step-child adoption                                                                   | No         |
| Adozione                                                                              | No         |
| Autorizzazione a prestare servizio nelle forze armate                                 |            |
| Diritto di cambiare genere nei documenti                                              | No         |
| Accesso alla fecondazione in vitro per le lesbiche                                    | No         |
| Surrogazione di maternità                                                             | No         |
| Permesso di donare il sangue                                                          | No         |